# Бруэндон
Бруэндо́н (фр. Broindon) — коммуна во Франции, находится в регионе Бургундия. Департамент коммуны — Кот-д’Ор. Входит в состав кантона Жевре-Шамбертен. Округ коммуны — Дижон.
Код INSEE коммуны — 21113.

## Население
Население коммуны на 2010 год составляло 122 человека.
| 1962 | 1968 | 1975 | 1982 | 1990 | 1999 | 2010 |
| ---- | ---- | ---- | ---- | ---- | ---- | ---- |
| 30   | 41   | 42   | 62   | 71   | 61   | 122  |

## Экономика
В 2010 году среди 84 человек трудоспособного возраста (15—64 лет) 64 были экономически активными, 20 — неактивными (показатель активности — 76,2 %, в 1999 году было 66,7 %). Из 64 активных жителей работали 59 человек (29 мужчин и 30 женщин), безработных было 5 (5 мужчин и 0 женщин). Среди 20 неактивных 6 человек были учениками или студентами, 8 — пенсионерами, 6 были неактивными по другим причинам.